# Etióp birr
A birr Etiópia hivatalos pénzneme, 1894-ben vezette be II. Menelik etióp császár.

## Története
1936-ban Olaszország megszállta Etiópiát. Ekkor bevezették az Észak-Afrikai lirát. 1 birr = 5 lira. A brit megszállás után 1941-ben bevezették a shillinget. 24 lira = 1 shilling.